# Olimpíada Internacional de Matemàtiques de 2021
L'Olimpíada Internacional de Matemàtiques del 2021 es va dur a terme del 14 de juliol al 24 de juliol del 2021 al país de cada participant a causa de la pandèmia de COVID-19 però organitzada des de Sant Petersburg, Rússia.